# Gemini (ban nhạc Hungary)

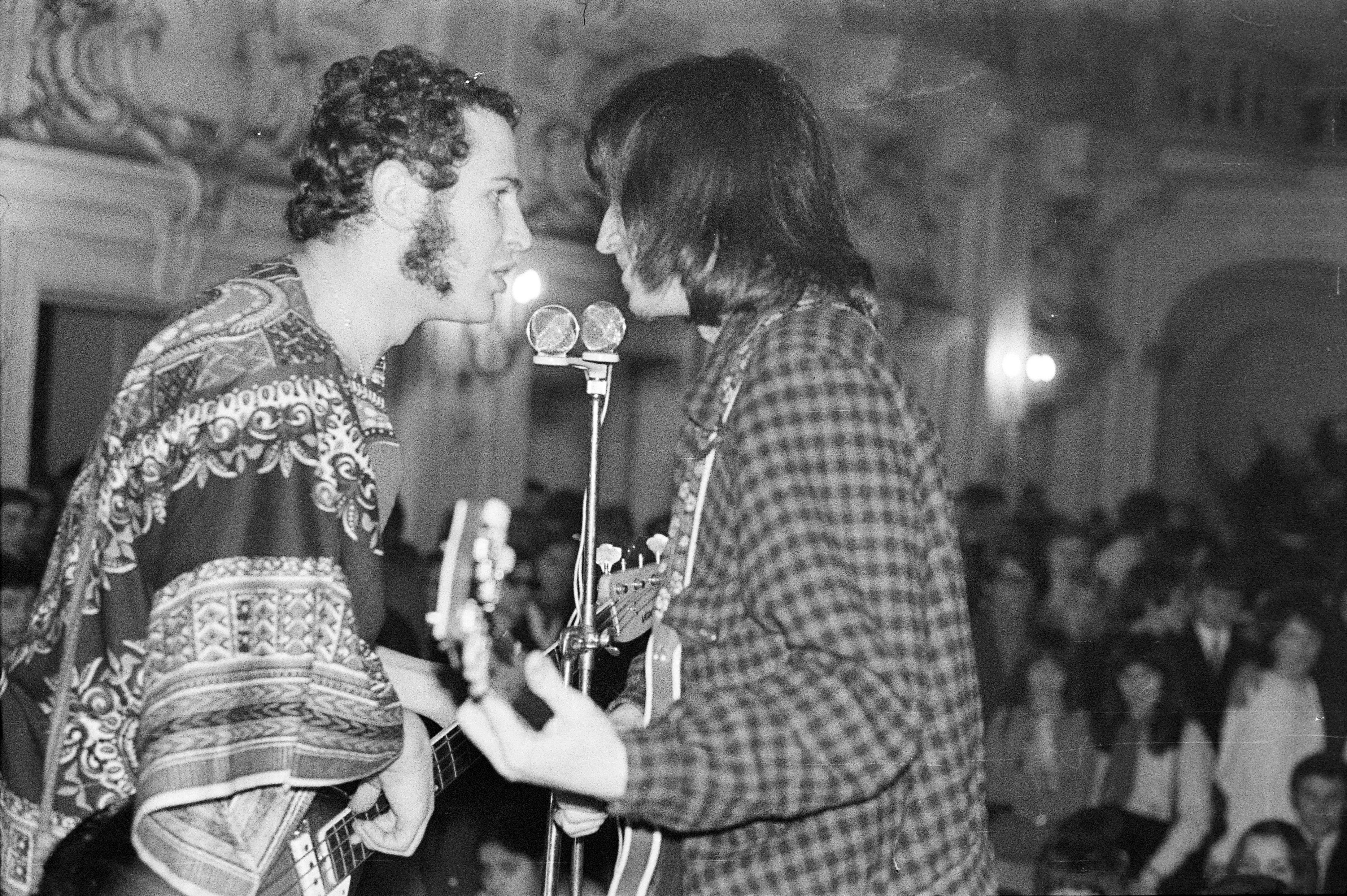
Gemini (Hungarian band)

Gemini là một ban nhạc rock Hungary được thành lập vào năm 1965 và được tái lập vào năm 1979. LP đầu tiên của ban nhạc được phát hành năm 1976.

## Thành viên
- Gábor Várszegi (bass, 1965-79)
- Gyula Bardóczi (trống, 1965-79)
- Gyorgy Szabó (giọng hát, 1965-75)
- Gábor Pusztai (guitar, 1965 -79)
- Zoltán Kékes (guitar, 1969-72)
- András Markó (organ, 1969-71, 1973-?)
- Iván Rusznyák (guitar, 1971
- Imre Papp (keyboard, giọng hát, 1971-81)
- László Baranszky (guitar, 1972-79)
- Gábor Heilig (bass, giọng hát, 1975-79)
- Gábor Dávid (trống, 1979-?)
- Edit Szigeti (guitar, 1979-?)
- Gábor Albert (bass, 1979-?)

## Danh sách đĩa nhạc

### Album phòng thu
- Gemini (1976)

### Đĩa đơn
- Aki soha nem próbálta / Nem nyugszik a szívem (SP 964, 1972)
- Lívia (other side: Victor Máté: Szólj a fűre, fákra) (SP 988, 1972)
- Vándorlás a hosszú úton / Neked csak egy idegen (SP 70113, 1973)
- Ki mondja meg (mặt còn lại: Syconor: Kék égből szőtt szerelem) (SP 70139, 1973)
- Ez a dal lesz az üzenet (mặt còn lại: Apostol: Gyere, gyere, gyorsan) (SP 70192, 1975)
- Rock and Roll / Hogyha újból gyerek lennék (SPS 70184, 1975)
- Álomvonat (mặt còn lại: Illés: Hogyha egyszer (SPS 70275, 1977)
- Félek (mặt còn lại: M 7: Mondd meg bátran) (SPS 70422, 1980)